# Graham Oliver
Graham Oliver, född 6 juli 1952 i Mexborough, South Yorkshire, är en brittisk gitarrist. Han var medlem av det brittiska hårdrocksbandet Saxon från 1976 till 1994.
- Wikimedia Commons har media som rör Graham Oliver.

## Fotnoter
1. ↑  Discogs, Discogs artist-ID: 487691, läst: 9 oktober 2017.[källa från Wikidata]